# Montfavergier
Montfavergier (toponimo francese) è una frazione di 38 abitanti del comune svizzero di Montfaucon, nel Canton Giura (distretto delle Franches-Montagnes).

## Storia

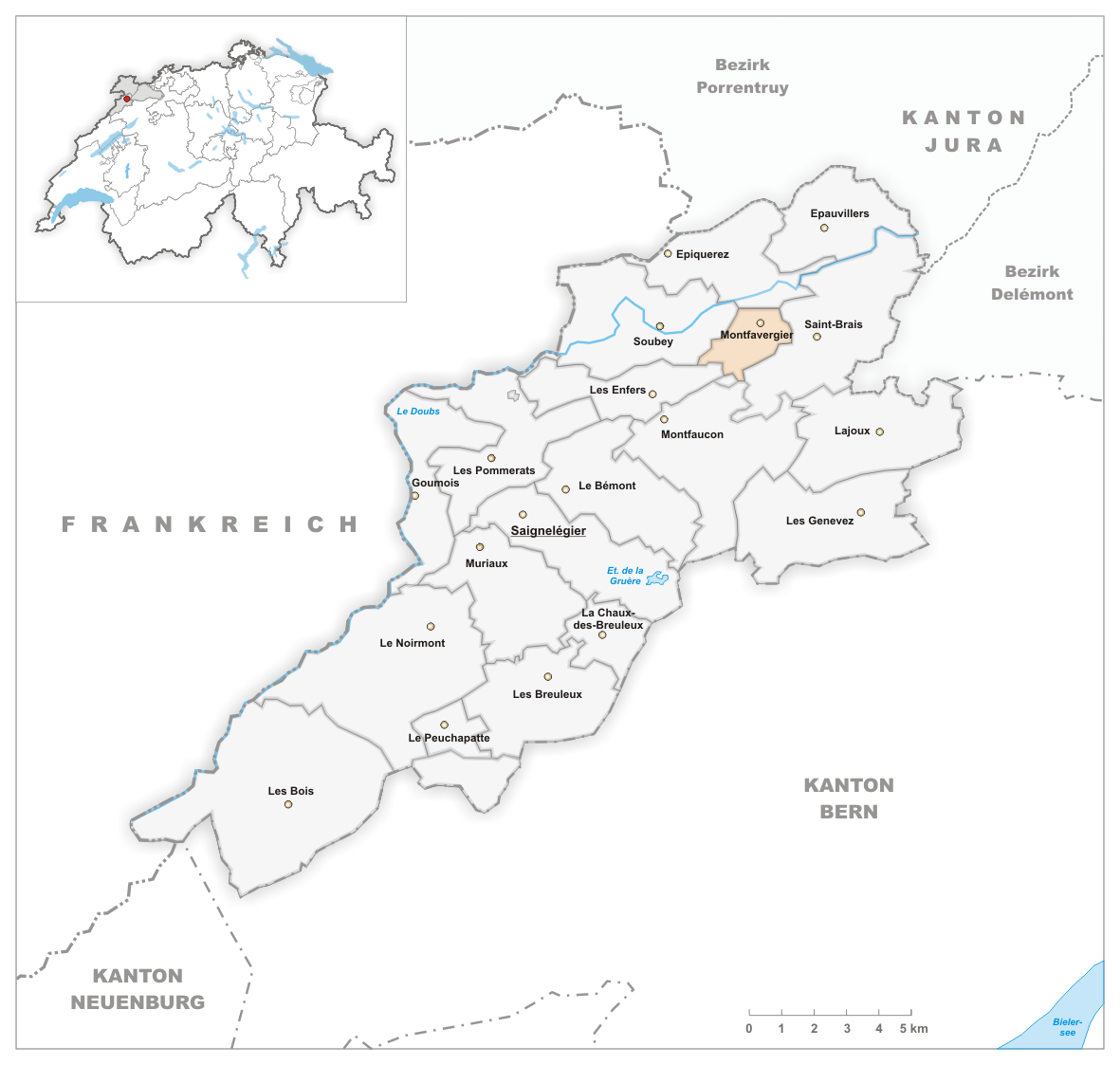
Il territorio del comune di Montfavergier prima degli accorpamenti comunali del 2009

Già comune autonomo che si estendeva per 3,45 km² e che comprendeva anche la frazione di Les Sairains, il 1º gennaio 2009 è stato accorpato a Montfaucon.

## Società

### Evoluzione demografica
L'evoluzione demografica è riportata nella seguente tabella:
Abitanti censiti

## Amministrazione
Ogni famiglia originaria del luogo fa parte del cosiddetto comune patriziale e ha la responsabilità della manutenzione di ogni bene ricadente all'interno dei confini del comune.